# Parker Posey
Parker Christian Posey (sinh ngày 8 tháng 11 năm 1968) là một nữ ca sĩ và nhạc sĩ người Mỹ.
Cô đã trở nên nổi tiếng trong thập niên 1990, sau một loạt vai diễn trong nhiều phim độc lập nổi tiếng. Do đó, cô đã được mệnh danh là "Nữ hoàng của Indies".
Posey sinh ra tại Baltimore, Maryland, con gái của Lynda, một đầu bếp và Chris Posey.